# Alcala (Cagayan)
Pour les articles homonymes, voir Alcala.
Alcala est une municipalité de la province de Cagayan, aux Philippines.

## Barangays
Alcala compte 25 barangays.
| - Abbeg - Afusing Bato - Afusing Daga - Agani - Baculod - Baybayog - Cabuluan - Calantac - Carallangan - Centro Norte - Centro Sur - Dalaoig - Damurog | - Jurisdiction - Malalatan - Maraburab - Masin - Pagbangkeruan - Pared - Piggatan - Pinopoc - Pussian - San Esteban - Tamban - Tupang |